# Bangladesh Railway Museum

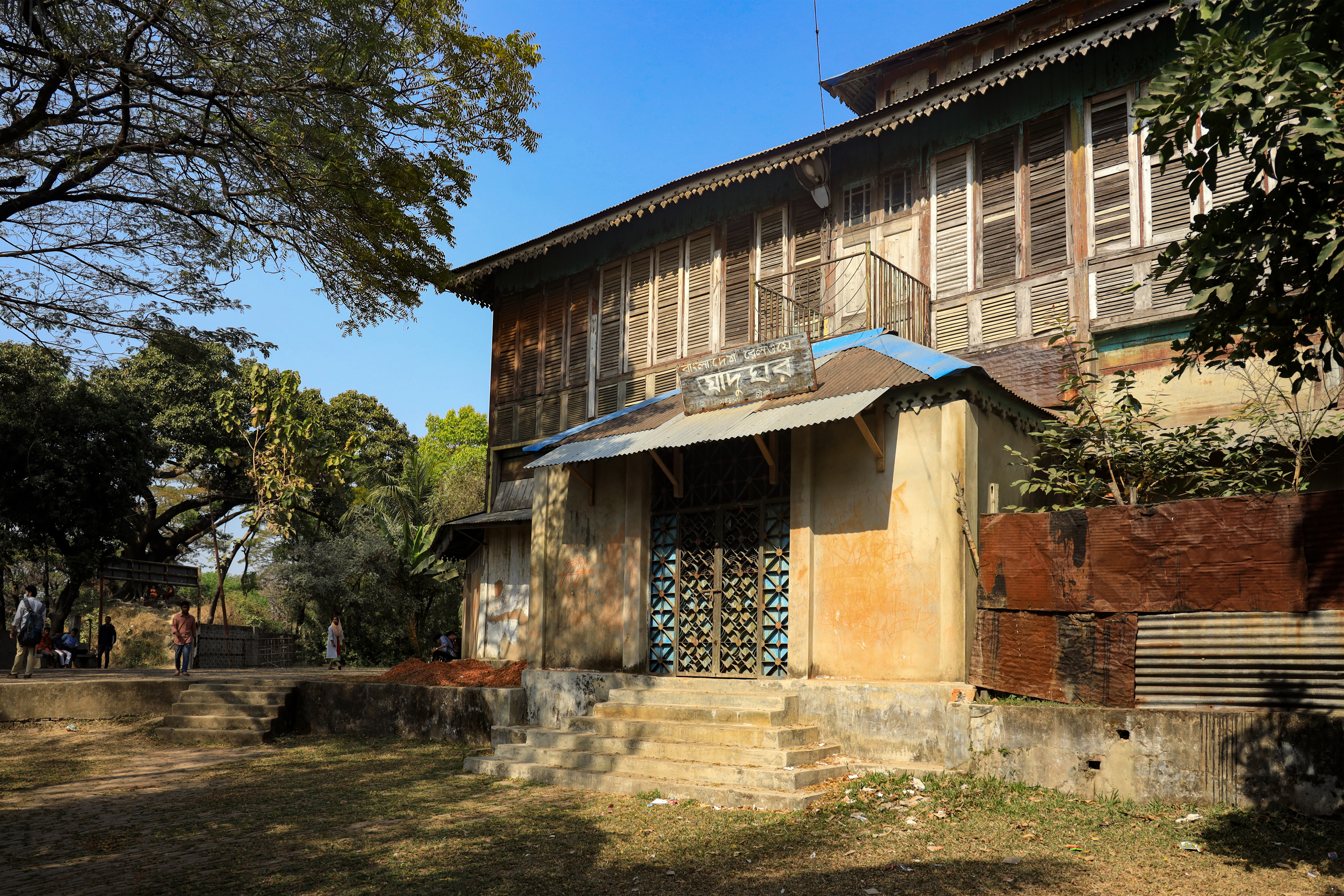
Bangladesh Railway Museum in Chittagong, Vorderansicht, 2019

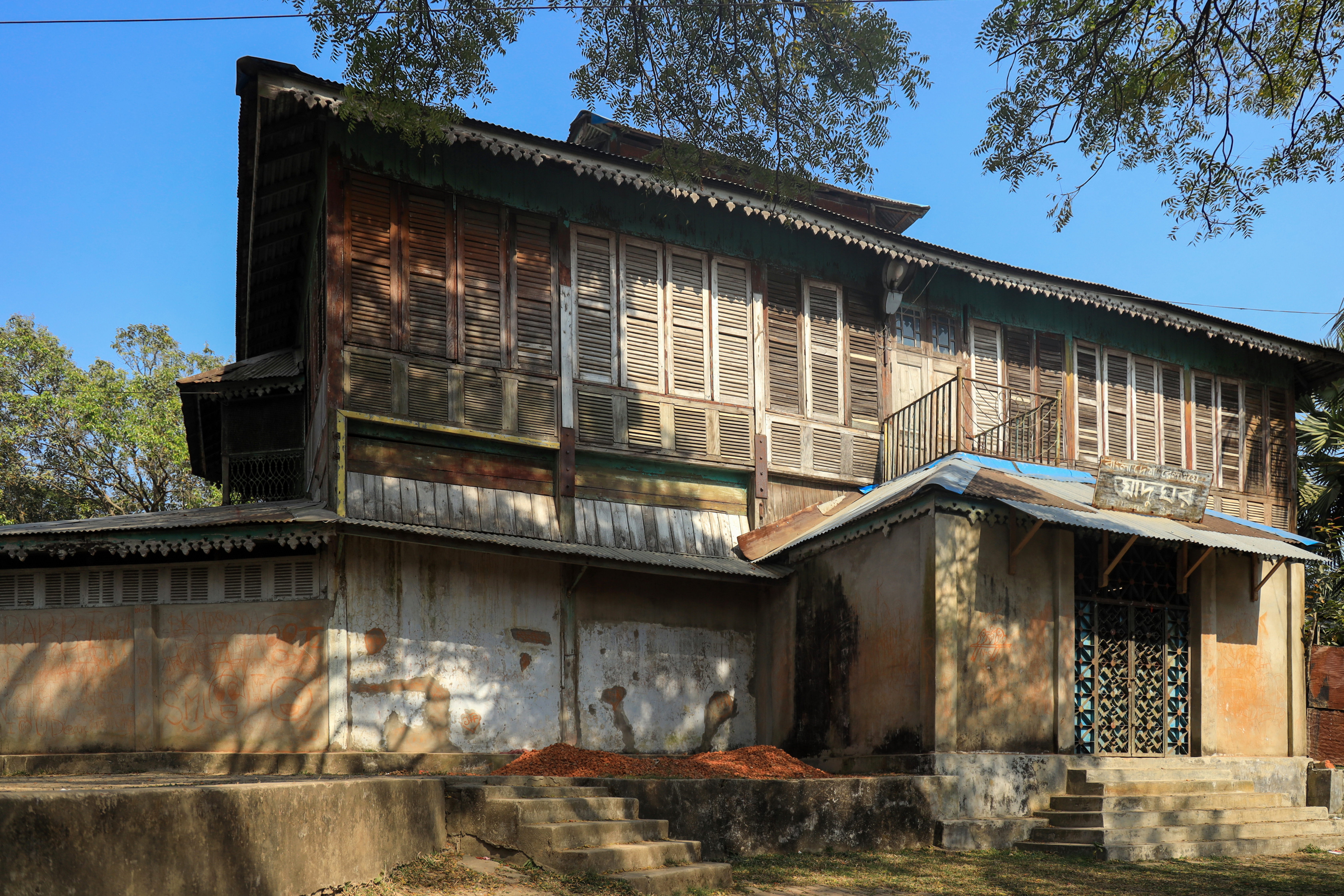
Bangladesh Railway Museum

Das Bangladesh Railway Museum (bengalisch বাংলাদেশ রেলওয়ে জাদুঘর) ist das einzige Eisenbahnmuseum in Bangladesch. Es befindet sich auf einem Hügel im nordwestlichen Thana Pahartali der Stadt Chittagong. Pahartali wurde als Eisenbahnersiedlung gegründet und gegenüber dem Museum befindet sich der Pahartali Railway Workshop, ein Bahnbetriebswerk. 

## Geschichte
Das Museum wurde auf Initiative des Generaldirektors der Bangladesh Railway eingerichtet und am 15. November 2003 eröffnet. Täglich wird es von 150 Personen besucht, in der Hauptsaison auch mehr. In den folgenden Jahren verfiel das Gebäude rasch, und 2012 wurde in der Presse an der Baufälligkeit des Gebäudes und an der Bedrohung der Exponate scharfe Kritik geäußert. 2016 wurde das Museum für zwei Jahre geschlossen, um die dringend notwendige Renovierung durchzuführen. Das Museum befindet sich weiterhin in der Trägerschaft der Bangladesh Railway und ist an Werktagen nachmittags für drei Stunden geöffnet.

## Grundstück und Gebäude
Das etwa 5 Hektar große Grundstück des Museums befindet sich auf einem großzügig bewachsenen Hügel gegenüber dem Pahartali Railway Workshop, einem Bahnbetriebswerk der Bangladesh Railway im nordwestlichen Thana Pahartali der Stadt Chittagong. Das Museumsgebäude stammt aus der Kolonialzeit. Es hat ein gemauertes Untergeschoss, das Obergeschoss besteht aus Holz mit einem Blechdach.

## Sammlung
Da das Bangladesh Railway Museum über nur begrenzten Ausstellungsraum verfügt, auf einem Hügel liegt und keinen Gleisanschluss hat, können keine Lokomotiven und Eisenbahnwaggons gesammelt und ausgestellt werden. So konnte ein historischer luxuriöser Salonwagen der britisch-indischen Kolonialzeit nicht dem Museum übergeben werden, sondern wurde im Bahnbetriebswerk gegenüber dem Museum abgestellt. Dennoch verfügt das Museum über eine Vielzahl von Ausstellungsstücken aus der Geschichte mehrerer Eisenbahngesellschaften: der in Chittagong ansässigen Assam Bengal Railway (1892–1942), der Eastern Bengal Railway (1857–1942) mit Sitz in Kalkutta und der ebenfalls in Chittagong ansässigen Pakistan Eastern Railway (1961–1971). Es handelt sich bei den Exponaten um zahlreiche Lampen und Signale, Weichen- und Stellwerktechnik und historische Uniformen.